# Loth Parish Church

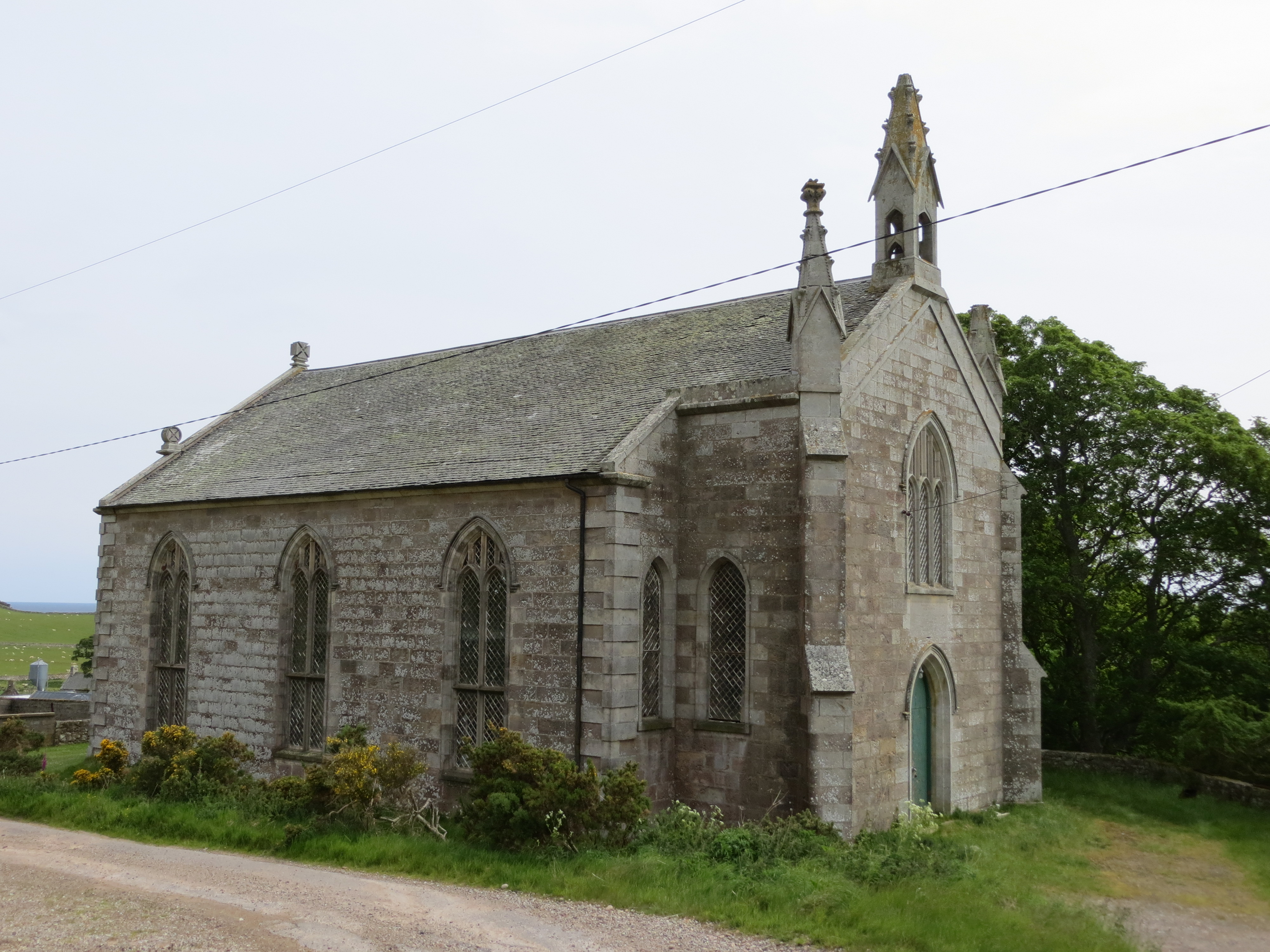
Loth Parish Church

Die Loth Parish Church ist eine ehemalige Pfarrkirche in dem schottischen Weiler Lothmore in der Council Area Highland. 1971 wurde das Bauwerk in die schottischen Denkmallisten in der höchsten Denkmalkategorie A aufgenommen.

## Geschichte
Bereits seit Jahrhunderten befanden sich Kirchen und Kapellen am Standort. 1556 brannten die MacKays die dortige Kirche nieder. Sie wurde jedoch kurze Zeit später wiederaufgebaut. Das heutige Kirchengebäude stiftete Elizabeth Gordon, 19. Countess of Sutherland. Sie betraute den schottischen Architekten Archibald Simpson mit der Umsetzung und wünschte denselben Entwurf, den Simpson 1819 für die Kintore Parish Church erstellt hatte. Die Baukosten der 1822 fertiggestellten Loth Parish Church beliefen sich auf rund 1500 £. Sie diente nur bis 1841 als Pfarrkirche. 1984 verkaufte die Church of Scotland das Gebäude, das seitdem ungenutzt ist. Kanzel und Abendmahlstisch wurden in eine Ausstellung nach Helmsdale verbracht. 1996 wurde die Loth Parish Church in das Register gefährdeter denkmalgeschützter Bauwerke in Schottland aufgenommen. 2013 wurde ihr Zustand als gut, bei gleichzeitig geringem Risiko eingestuft.

## Beschreibung
Die Loth Parish Church steht am Südrand von Lothmore abseits der A9 und nahe der Nordseeküste. Das Mauerwerk der neogotisch ausgestalteten Saalkirche besteht aus Steinquadern, die zu einem Schichtenmauerwerk verlegt wurden. Ihre Ecksteine sind rustiziert. Oberhalb des spitzbogigen Hauptportals am Risalit an der westexponierten Giebelseite ist eine Inschrift mit Jahresangabe („IMPENSIS NOBILISSIN GEORGII GRANVILLII LEVESON GOWER STAFFORDIENSIS COMITATUS MARCHIONI ET NOBILISSIME ELIZABETHAE SUTHERLAND EUJUSDE COMTATU MARCHIONESSAE SUTHERLANDIAE COMITISSAE. ANNO MDCCCXXII“) eingelassen. Darüber befindet sich ein schlicht bekröntes, spitzbogiges Maßwerk. Die Kanten des Risalits sind mit Strebepfeilern ausgeführt, die in Fialen auslaufen. Auf dem Giebel sitzt ein kleiner Dachreiter mit offenem Geläut, dessen Helm analog den Fialen gestaltet ist. Entlang der Seitenfassaden sind jeweils drei hohe Spitzbogenfenster eingelassen. Der ostexponierte Giebel ist mit zwei hohen Spitzbogenfenstern mit flankierenden spitzbogigen Türen ausgeführt. Im Giebeldreieck ist ein Vierpass eingelassen. Das abschließende Satteldach ist mit Schiefer eingedeckt.